# Charles Bennett (lekkoatleta)
Charles Bennett (ur. 28 grudnia 1870 w Shapwick, zm. 16 grudnia 1950 w Bournemouth) – brytyjski lekkoatleta średniodystansowiec i długodystansowiec.
Z zawodu był maszynistą pociągów. Jako lekkoatleta zdobył mistrzostwo Amateur Athletic Association w biegu na 4 mile w 1897 oraz w biegu przełajowym w 1899 i 1900. W 1900 zdobył także mistrzostwo w biegu na 1 milę, dzięki czemu zakwalifikował się na igrzyska olimpijskie w Paryżu.
Na igrzyskach zwyciężył w biegu na 1500 metrów, a także w biegu drużynowym na 5000 metrów. Startował w tej ostatniej konkurencji w drużynie mieszanej (Bennett, Alfred Tysoe, John Rimmer i Sidney Robinson z Wielkiej Brytanii oraz Stanley Rowley z Australii). Bennett zajął 1. miejsce indywidualnie w tym biegu. Trzecią konkurencją, w której startował, był bieg na 4000 metrów z przeszkodami. Zdobył w niej srebrny medal przegrywając tylko z kolegą z reprezentacji Johnem Rimmerem.
Rekordy życiowe:
- 1500 m – 4.06,2 s. (1900)
- 1 mila – 4.24,2 s. (1899)
- 2 mile – 9.35,0 s. (1898)
- 5000 m – 15.20,0 s. (1900)
- 4 mile – 19.48,0 s. (1899)